# Bellús
Bellús là một đô thị ở comarca Vall d'Albaida cộng đồng Valencia, Tây Ban Nha. Đô thị này có diện tích 9,54 km², dân số thời điểm năm 2006 là 391 người.